# Jean François Billeter
Jean François Billeter, chinesischer Name Bì Láidé 毕来德/畢來德, (* 7. Juni 1939 in Basel) ist ein Schweizer emeritierter Professor der Universität Genf, Sinologe und Essayist.

## Biografie

### Ausbildung
Billeters Muttersprache ist französisch, aber bis zur Abitur besuchte er die Schule auf Deutsch. Er studierte danach französische Literaturgeschichte an der Universität Basel, dann in Genf, wo er 1961 seinen Abschluss erhielt. 1962 begann er an der Pariser École des langues et civilisations orientales Chinesisch zu studieren und setzte dieses Studium von 1963 bis 1966 in Peking fort, das erste Jahr an der Preparatory School for Foreign Students, dann an der Abteilung für klassische chinesische Literatur an der Universität Peking. 1966 heiratete er die Ärztin Ts’ui Wen 崔文. Nach einem einjährigen Aufenthalt in der Schweiz konnte das Ehepaar nicht, wie vorgesehen, nach Peking zurückkehren, weil die Universitäten infolge der Kulturrevolution geschlossen waren. Nach einem Studienjahr in Paris (1967/68) entschlossen sie sich, nach Japan zu ziehen, wo Billeter als Doktorand im Research Institute for Humanistic Studies der Universität Kyoto unter der Leitung von Shimada Kenji 岛田虔次über den heterodoxen Denker der Ende Ming-Zeit Li Zhi 李贽 (1527–1602, sprich Li Dj) forschte. An diesen zweijährigen Aufenthalt in Kyoto (1968–1970) schloss sich ein Besuch des New Asia College in Hong Kong an (1970–1971; dieses Institut wurde später Teil der Chinese University). Dieser Ausbildungsweg wurde im ersten Jahr durch ein Stipendium der Universität Genf ermöglicht, in der Folge durch eine mehrjährige Unterstützung des Schweizer Nationalfonds für wissenschaftliche Forschung. J.F.Billeters Doktorat über Li Zhi wurde 1976 in Genf abgeschlossen und 1979 veröffentlicht.

### Lehre
1970 wurde Billeter Assistent am Ostasiatischen Seminar der Universität Zürich und unterrichtete dort bis 1978. 1971 erhielt er zudem einen Lehrauftrag für chinesische Geschichte an der Philosophischen Fakultät der Universität Genf. 1973 schuf er dort einen chinesischen Sprachunterricht, der sich nach und nach zu einem vollständigen Studiengang über Sprache und Kultur Chinas entwickelte. 1987 wurde er zum Ordinarius ernannt. Als er 1999 vorzeitig seine Lehrtätigkeit aufgab, um sich seinen eigenen Arbeiten zu widmen, veröffentlichte er ein Mémoire sur les études chinoises à Genève et ailleurs in dem er eine kritische Bilanz seiner beruflichen Erfahrung zog. Eine grosszügige Unterstützung der Chiang-Ching-kuo Foundation (Taipei) hatte es ihm ermöglicht, sich in den Jahren 1992–1994 zeitweilig ganz der Forschung zu widmen. Damals begann er seine Studien über den Philosophen Zhuangzi.
Da der Rahmen, in dem sich die China-Studien in Genf zunächst entwickelten, sehr eng gesteckt war, mussten sie eine besonders gut durch-dachte Einführung in die Sprache zur Grundlage haben. Billeter und seine Ehefrau Ts’ui Wen, die inzwischen eine unentbehrliche Mitarbeiterin geworden war, entwickelten eine Art und Weise, diese Sprache zu lehren, die sich bewährte und die Ts’ui Wen dank ihrer pädagogischen Begabung über die Jahre weiterentwickelte. Aus dieser gemeinsamen Arbeit entstand ein neues Verständnis des sprachlichen Gestus im Chinesischen, das Billeter in der Form einer synthetischen Darstellung festzuhalten gedenkt. Dazu wird sich ein Essay über die Lehrmethode gesellen.

### Forschung
- Die chinesische Schriftkunst

Ausser seiner Studie über den Philosophen Li Zhi, seiner Dissertation, ist sein L’art chinois de l’écriture (The Chinese Art of Writing) das einzige Buch, das J.F.Billeter veröffentlichte, solange er in Genf lehrtätig war. Es erschien 1989 im Genfer Kunstverlag Skira, mit schwarz-weiss und farbigen Illustrationen, und behandelt die Gesamtheit des Gegenstandes: die Eigenschaften der chinesischen Schrift, die Schreibtechnik, Struktur und Handhabung des Pinsels, den Übergang vom gewöhnlichen Schreiben zur eigentlichen Kalligraphie, die Geschichte derselben, die Aussagen der Kalligraphen über ihre Praxis sowie die sozialen, politischen und religiösen Funktionen, die die Kalligraphie in der Vergangenheit erfüllt hat. Bezüge werden hergestellt zu unserer Praxis der Malerei, des Zeichnens und, mehr noch, der Musizierens. Eine überarbeitete Version des Werkes ist 2010 bei Allia in Paris erschienen, in einem handlicheren Format und mit schwarz-weiss Illustrationen. Das Schlusskapitel wurde neu geschrieben und wirft ein schärferes Licht auf die chinesische Schriftkunst. J.F.Billeter betont darin die enge Verbindung, die jahrhundertelang zwischen dieser Kunst, einem gewissen Kult der Schrift und einer Kultur bestanden hat, die auch eine politische Ordnung war. Dem Buch wurde 1990 von der Pariser Académie des Inscriptions et Belles-Lettres der Preis Stanislas Julien verliehen.
- Zhuangzi

Zhuangzi (auch Chuang-tzu), ungefähr 280 vor unserer Zeitrechnung gestorben, ist der bemerkenswerteste Philosoph des alten China. Das Buch, das seinen Namen trägt, hat die Form, in der es uns überliefert wurde, um das Jahr 300 unserer Zeitrechnung erhalten. Damals entstand auch eine Auslegung, die im Grossen und Ganzen bis heute bestimmend geblieben ist und von der sich J.F. Billeter von Anfang an hat lösen wollen, weil sie seiner Ansicht nach der Prägnanz und gedanklichen Schärfe des Originals nicht gerecht wird. Er hat es unternommen, den Text mit frischem Blick anzugehen. Da das Werk für ihn, wie für andere vor ihm, aus Teilen verschiedener Herkunft besteht und keine wirkliche Einheit besitzt, hat er sich zudem die Freiheit genommen, einzelne Stücke daraus gesondert zu übersetzen und zu interpretieren: diejenigen, die seiner Meinung nach wichtige Momente allgemeiner menschlicher Erfahrung erhellen. Diese Texte hat er, über den Kreis der Sinologen hinaus, einer breiten Leserschaft zugänglich gemacht. Er hat auch mit Genauigkeit die Probleme der Interpretation und der Übersetzung analysiert, auf die er gestossen ist, und dargelegt, wie er sie gelöst hat.
Im Herbst 2000 fasste er die ersten Ergebnisse seiner Arbeit in vier Vorlesungen im Collège de France zusammen, die er 2002 unter dem Titel Leçons sur Tchouang-tseu veröffentlichte. Sie wurden in verschiedene Sprachen übersetzt und deutsch unter dem Titel Das Wirken in den Dingen publiziert. 2006 erschien Études sur Tchouang-tseu, eine Sammlung von Studien, die er vorher in sinologischen Zeitschriften veröffentlicht hatte. Eine chinesische Übersetzung der Leçons erschien 2009 in Peking und wurde im selben Jahr Anlass eines Kolloquiums an der Academia Sinica in Taipei. 2010 veröffentlichte J.F. Billeter eine kritische Bilanz der damaligen Gespräche: Notes sur Tchouang-tseu et la philosophie. Seither hat er sich neuen Themen gewidmet, plant aber, das Studium Zhuangzis später wieder aufzunehmen.
- Philosophie

Billeter hat sich gefragt, aus welcher Perspektive heraus es möglich wäre, die europäische und die chinesische Geistesgeschichte sowohl in ihrem gemeinsamen Grund als auch in ihrer Andersartigkeit wahrzunehmen. Das führte ihn zur Frage, ob man zu einer Auffassung des menschlichen Subjektes gelangen könne, die weder von den ererbten Denkformen der einen Tradition, noch von denen der andern, geprägt wäre und es deshalb erlauben würde, beide Traditionen in ein klar verständliches Verhältnis zueinander zu bringen. Eine solche Auffassung hat er formuliert, zunächst um gewisse Formen chinesischen Denkens von innen heraus verständlich zu machen, dann um ihrer selbst willen. Einen ersten Entwurf hat er 2012 in einem philosophischen Essay, Un paradigme, vorgelegt; deutsch Ein Paradigma. Er hat ihn 2017 in einem zweiten Essay, Esquisses, weiterentwickelt und stringenter formuliert; darin sind auch die politischen Implikationen dieser Auffassung dargelegt. Eine endgültige Fassung dieser Esquisses erscheint im Sommer 2017 und soll 2018 in deutscher Übersetzung (Skizzen) erscheinen. Billeter meint, dass er in diesem Essay eine Denkweise entwickelt, welche mehrere zentrale Probleme der modernen westlichen Philosophie löst.
Billeter hatte lange das Gefühl, sich Arbeiten gewidmet zu haben, die untereinander keine Beziehung hätten, entdeckte aber eines Tages, dass sie einen inneren Zusammenhang haben. In all seinen Schriften hat er sich bemüht, verständlich zu machen, was zunächst unverständlich schien, und das dadurch zu erreichen, dass er sich jeweils auf den gemeinsamen, jedem zugänglichen Grund allgemeiner menschlicher Erfahrung bezog. Diese Folge hat er 2013 in einem Artikel, « Cheminement d’un sinologue » (Werdegang eines Sinologen), teilweise nachvollzogen.
- Übersetzung

Weil Lichtenberg einer der Denker ist, den er seit jeher besonders schätzt und der in Frankreich sehr schlecht übersetzt wurde, hat Billeter 2014 Auszüge aus seinen Sudelbüchern ins Französische übertragen und mit einer Einleitung, einem biographischen Abriss und einer Notiz über das Werk herausgegeben. Im gleichen Jahr erschienen Trois essais sur la traduction. Der erste Essay war 1986 in einer Zeitschrift erschienen, die zwei andern sind den Études sur Tchouang-tseu entnommen. J.F. Billeter untersucht Probleme der Übersetzung vom klassischen Chinesisch ins Französische, insbesondere klassischer Lyrik, beleuchtet aber dabei Fragen der Übersetzung überhaupt. Eine erweiterte Ausgabe erscheint Ende 2017.
- Kritik des Relativismus

Billeter hat seit jeher den Kulturrelativismus bekämpft, dem zufolge eine Gesellschaft nur auf Grund ihrer eigenen Vorstellungen verstanden und nach ihren eigenen Wertvorstellungen beurteilt werden kann – ein Gesichtspunkt, der sich sowohl in den westlichen Chinastudien als auch in der chinesischen Öffentlichkeit und der Propaganda des Pekinger Regimes verbreitet hat. 2006 hat er in Contre François Jullien (deutsch Gegen François Jullien) die sehr erfolgreichen Publikationen dieses französischen Sinologen, der einen solchen Relativismus in brillanter Weise vertreten hat, einer Kritik unterzogen und einige Regeln definiert, die zu befolgen sind, wenn man die Irrwege und Fallstricke vermeiden will, zu denen diese Sichtweise führt.
- Geschichte Chinas

Eine dieser Regeln lautet: “Setzt man a priori die Andersartigkeit, dann verliert man das Gemeinsame aus den Augen. Geht man vom Gemeinsamen aus, zeigen sich die Unterschiede von selbst”. Billeter hat diesen Grundsatz in all seinen Arbeiten befolgt. So auch in seiner Analyse der chinesischen Geschichte. Was diese Geschichte mehr als alles Andere von der unseren unterscheidet ist, seiner Ansicht nach, eine besondere Auffassung der Macht und der Machtausübung. Dieser grundsätzliche Unterschied, der uns das Verständnis vieler spezifisch chinesischer Erscheinungen der Vergangenheit und auch der Gegenwart so erschwert, wird verständlich, wenn wir von dem ausgehen, was allen historischen Gesellschaften gemeinsam ist: 1. alle brauchen eine Form des Macht, 2. alle Formen der Macht sind zu einem bestimmten Zeitpunkt erfunden worden, 3. sie können über sehr lange Zeit und trotz tiefgreifender sozialen Veränderungen bestehen, 4. sie können aber auch durch die Erfindung neuer Formen abgelöst werden. In seinem Essai sur l’histoire chinoise, d’après Spinoza hat Billeter versucht, die chinesische Auffassung der Macht und der Machtausübung zu definieren, zu zeigen wie sie entstand, welche Rolle sie im Lauf der Geschichte gespielt hat und wie sie heute noch weiterwirkt. In einer älteren Studie, Le système des statuts de classe en République populaire de Chine (1986), hatte er schon gezeigt, wie in der Volksrepublik im marxistischen Kleid traditionelle Herrschaftsstrukturen wieder zum Vorschein kamen.
Das 2000 erschienene Chine trois fois muette (etwa: Chinas dreifache Stummheit) enthält den obgenannten Essai sur l’histoire chinoise und Essai sur l’histoire contemporaine et la Chine, in dem Billeter die Idee vertritt, dass die zeitgenössische Geschichte Chinas nicht verstanden werden kann, wenn sie isoliert betrachtet wird. Sie muss als Teil einer « Kettenreaktion » angesehen werden, die durch das Entstehen des Kapitalismus in Europa ausgelöst wurde und sich auf die ganze Welt erstreckt hat.
In seiner Arbeit über den Philosophen Li Zhi war Billeter einer anderen Frage der Interpretation der modernen chinesischen Geschichte begegnet. Das Schicksal dieses Aussenseiters legt nahe, dass am Ende der Ming-Zeit, im 16. Jahrhundert, das Prinzip der individuellen Autonomie begonnen hatte, sich durchzusetzen, wie in Europa zur Zeit der Reformation bis hin zur Aufklärung. Die Frage ist, ob diese einsetzende Entwicklung nicht ab 1644 durch das autoritäre Regime des Mandschus für mehr als zwei Jahrhunderte abgebrochen wurde. Auf eine andere Grundfrage ist Billeter in seiner Beschäftigung mit Zhuangzi und der Interpretation dessen Schriften in China gestossen: wie lässt sich erklären, dass sie im China der Kaiserzeit im Wesentlichen unverstanden blieben und dennoch über eine so lange Zeit einen so grossen Einfluss ausübten?
- Persönliche Schriften

Im Herbst 2017 erscheinen zwei kleine Schriften persönlicher Art. In Une rencontre à Pékin berichtet Billeter, wie er im Peking der 1960er Jahre seine Ehefrau kennenlernte und welche Hindernisse sie zu überwinden hatten, um heiraten zu können. Er schildert Verhältnisse, die heute kaum vorstellbar sind. Une autre Aurélia ist eine Sammlung von Aufzeichnungen aus der Zeit nach Ts’ui Wens Hinscheiden im Jahr 2012. Billeter beobachtet aus nächster Nähe, was in ihm geschieht und wie diese Vorgänge unser Verhältnis zu uns selbst und den Andern erhellen.

## Werke
Veröffentlichungen
- Li Zhi, philosophe maudit (1527-1602), Contribution à une sociologie du mandarinat de la fin des Ming, Droz, Genève, 1979. (298 p.)[4]
- Le système des statuts de classe en République populaire de Chine, Institut universitaire des Hautes études internationales, Genève, 1986. (100 p.)[5]
- L’Art chinois de l’écriture, Skira, Genève, 1989. (320 p.)[6]
- Mémoire sur les études chinoises à Genève et ailleurs, Genève, 1999. (94 p.)[7]
- Chine trois fois muette : Essai sur l’histoire contemporaine et la Chine, suivi de : Bref essai sur l’histoire de Chine, d’après Spinoza, Allia, Paris, 2000. (148 p.) 4e éd. revue et corrigée, 2010. 5e éd. 2016.[8]
- Leçons sur Tchouang-tseu, Allia, Paris, 2002. (152 p.) 12e éd. revue et corrigée, 2014. 14e éd., 2016. Deutsch: Das Wirken in den Dingen, Matthes & Seitz, Berlin, 2015.[9]
- Études sur Tchouang-tseu, Allia, Paris, 2006. (294 p.) 3e éd. revue et corrigée, 2008. 4e éd. 2016.
- Contre François Jullien, Allia, Paris, 2006. (122 p.) 3e éd., 2014. 4e éd. augmentée, 2017. Deutsch : Gegen François Jullien, Matthes & Seitz, Berlin, 2015.[10]
- Notes sur Tchouang-tseu et la philosophie, Allia, Paris, 2010. (112 p.)[11]
- Essai sur l’art chinois de l’écriture et ses fondements, Allia, Paris, 2010 (überarbeitete Auflage der Version von 1989). (414 p.)
- Un paradigme, Allia, Paris, 2012. (126 p.) 3e éd., 2014. Deutsch : Ein Paradigma, Matthes  Seitz, Berlin, 2017.
- Trois essais sur la traduction, Allia, Paris, 2014. (120 p.) 2e éd. augmentée, 2017.
- Lichtenberg, Allia, Paris, 2014. (168 p.) 2e éd. revue et corrigée, 2014.
- Esquisses, Allia, Paris, 2016. (128 p.) 2e éd. 2016. Édition remaniée, 2017. Deutsch : Skizzen, Matthes & Seitz, Berlin, 2018.
- Une rencontre à Pékin, Allia, Paris, 2017.
- Une autre Aurélia, Allia, Paris, 2017.
- Demain l'Europe. Allia, Paris, 2019. Deutsch: Europas Zukunft, Matthes & Seitz, Berlin, 2019.

Einige ausgewählte Artikel
- « Deux études sur Wang Fuzhi », T’oung-Pao, Leiden, 1970, LVI, p.147-171.
- « Essai d’interprétation du chapitre XV du Laozi », Études asiatiques, Berne, 1985, 39/1-2, p.7-44.
- « Florilège des Notes du Ruisseau des rêves (Mengqi bitan) », traduit et annoté par J.F. Billeter et trente et un étudiants de l’Université de Genève, Études asiatiques, Berne, 1993, 47/3, p.389-451.
- « Fu Shan (1607–1684) : Les Saints font le mal », in En suivant la Voie Royale. Mélanges en hommages à Léon Vandermeersch, École Française d’Extrême-Orient, Paris, 1997, p.169-177.
- « François Jullien, sur le fond », Monde chinois, Paris, n°11, automne 2007, p.67-74.
- « Cheminement d’un sinologue », Retour d’y voir, Mamco, Genève, 2013, nos.6/7/8, p.116-130.
- « Poésie chinoise : que faire ? », La Revue de Belles-Lettres, Lausanne, 2015/1, p.145-152.